# Campanula morettiana
Campanula morettiana är en klockväxtart som beskrevs av Heinrich Gottlieb Ludwig Reichenbach. Campanula morettiana ingår i släktet blåklockor, och familjen klockväxter. IUCN kategoriserar arten globalt som livskraftig. Inga underarter finns listade i Catalogue of Life.

## Bildgalleri

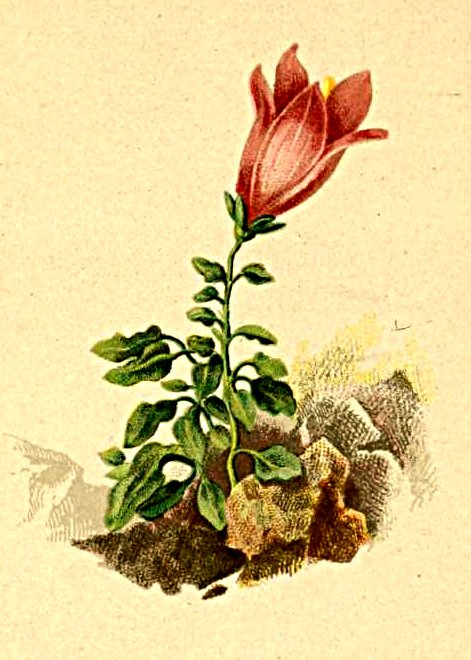